# Stövletter

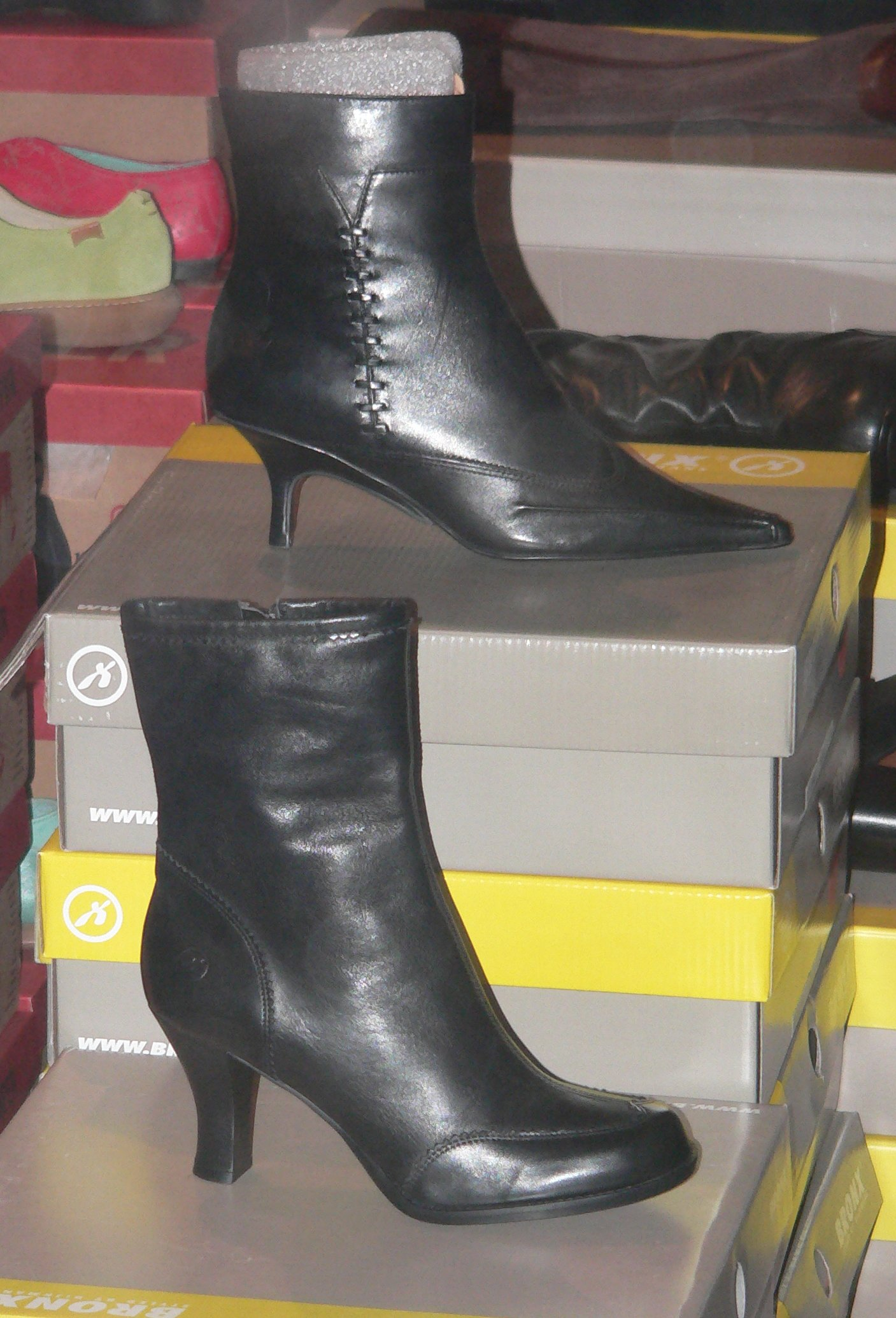
Stövletter (dammodeller)

Stövletter är fotbeklädnader som liknar stövlar men saknar de för stövlar karakteristiska höga skaften. De kan också liknas vid kängor men brukar inte vara lika robusta. De har tidvis förekommit i modet för damer. Ordet är bildat till ordet stövel med tillägg av en försvenskad form av den franska diminutivändelsen -ette.
Ett motsvarande ord finns i tyskans stiefelette och danskans støvletter, medan det på engelska närmast motsvaras av begreppet half boots.